# Jacob Wick
Jacob Wick (* um 1985) ist ein US-amerikanischer Jazz- und Improvisationsmusiker (Trompete, Komposition) und Installationskünstler.

## Leben und Wirken
Wick wuchs in den Suburbs von Chicago auf und lebte dann in Brooklyn, Oakland und Los Angeles. Zu seinen musikalischen Eindrücken, die ihn in der Collegezeit zum Jazz führten, gehörte der Auftritt des Cecil Taylor Large Ensemble im Iridium Jazz Club. Seit 2003 studierte er Kunst; er erwarb 2007 den Bachelor of Arts am Purchase College der State University of New York und 2013 den Masterabschluss am California College of the Arts.
Seit den 2000er-Jahren arbeitete in der amerikanischen Jazzszene in den Formationen The HighLife um Jason Ajemian, Hungry Cowboy (mit Briggan Krauss, Jonathan Goldberger, Mike Pride), Kenosha Kid, Tres Hongos (mit Frank Rosaly, Marc Riordan) sowie im Trio mit David Moré und Jeff Kimmel (Album Titing, 2011). 2011 gastierte er mit Andrew D’Angelo auf dem Moers Festival. Seit 2014 lebt er in Mexiko-Stadt; dort spielte er u. a. im Gibrán Andrade Cuarteto (Puente, 2016), des Weiteren mit Toshimaru Nakamura, Bonnie Jones, Katherine Young, Andrew D’Angelo, Ted Byrnes, Michael Foster und Josh Roseman.

## Diskographische Hinweise
- Jacob Wick / Andrew Greenwald: 37:55 (Creative Sources, 2008)
- White Rocket: White Rocket (Diatribe), 2008, mit Greg Felton, Sean Carpio
- Jason Ajemian, The HighLife: Let Me Get That Digit (Sundmagi Records, 2010)
- Tres Hongos: Where My Dreams Go to Die (Molk Records, 2012)
- Hungry Cowboy: Dance (Prom Night, 2013)
- Shane Perlowin & Jacob Wick: Objet A (Prom Night Records, 2014)
- Gibrán Andrade Cuarteto: Puente (2016), mit Federico Hülsz, Alonso López Valdés
- Standards (Full Spectrum Records, 2022)
- Jacob Wick Ensemble: Something in Your Eyes (2024)